# Stefan Tomșa II
Stefan Tomșa II (rum. Ștefan Tomșa al II-lea) – hospodar Mołdawii w latach 1611–1615 i 1621–1623.
Być może był synem hospodara mołdawskiego Stefana Tomșy I. Objął tron mołdawski w 1611 wprowadzony nań za sprawą interwencji Imperium Osmańskiego, które wykorzystało do odsunięcia propolskiego rodu Mohyłów zaangażowanie Polski na innych frontach oraz walki pomiędzy Wołoszczyzną i Siedmiogrodem. Jednak już w 1612 Stefan musiał zmagać się z interwencją polskich magnatów pragnących przywrócić na tron Konstantyna Mohyłę - z pomocą tatarską pokonał ich pod Sasowym Rogiem; jego rywal, a także wódz wojsk polskich Stefan Potocki dostali się do niewoli tatarskiej. Bitwa ta oznaczała koniec polskiego zwierzchnictwa nad Mołdawią. Nie oznaczała jednak końca starań o obalenie Stefana. Spisek zawiązali bojarzy mołdawscy, którzy zostali jednak przez Stefana pokonani. Nie podołał on jednak kolejnemu atakowi polskiemu w 1615, zorganizowanemu przez wdowę po Jeremim Mohyle, w którym brali udział jego dwaj pozostali (poza Potockim) zięciowie: Michał Wiśniowiecki i Samuel Korecki. Pokonali oni Stefana pod Tătăreni, a na tronie mołdawskim został osadzony brat Konstantyna Mohyły, Aleksander.
Panowanie Aleksandra Mohyły zostało bardzo szybko przerwane przez Turków, a w 1621 na tron wrócił Stefan Tomșa. W 1623 został jednak usunięty wobec prób dojścia do porozumienia z Polską. Zmarł w Konstantynopolu.